# Miren Ibarguren
Miren Ibarguren (Saint-Sébastien, 23 mai 1980) est une actrice espagnole. 
Elle commence avec la série Goenkale d'Euskal Telebista et elle a joué différents rôles dans plusieurs séries télévisées. Elle a été très populaire pour son rôle de Sonia dans la série Escenas de Matrimonio.

## Filmographie
- 2007 : Las trece rosas
- 2017 : Fe de etarras

### Télévision
- Goenkale (Euskal Telebista)
- Aquí no hay quien viva (2004-2006)
- A tortas con la vida (2005-2006)
- Escenas de matrimonio (2007-2008)
- Aída (2008 - )
- Anclados (2008)
- La que se avecina (2016 - )

### Théâtre
- Mi primera vez (2007)